# 光圈优先

显示光圈优先模式的尼康式模式转盘

光圈优先（英語：aperture priority）是相机的一种曝光模式。在尼康及其他品牌相机上通常用模式转盘上的字母A表示，在佳能相机上则用模式转盘上的字母Av表示。通过这种模式，相机使用者可以自己设定光圈值，而数码相机自动选择匹配的快门速度，以确定合理的曝光时间。

## 目的
使用光圈优先模式的目的是，使用者可以自己控制景深。在风景摄影中，当使用者希望近处和远处的画质都要清晰，而快门速度并不重要的时候，需要设定一个较大的光圈值（较小的光圈）。在人物摄影中，相机使用者更希望一个较小的光圈值（较大的光圈），使得人物的背景失焦，用以强调人物主题而淡化背景。
使用光圈优先的另一个目的是让相机选择快门速度，以防止不恰当的曝光时间。在风景摄影中，使用者当为瀑布拍照时，会选用较小的光圈值来延长曝光时间，使得瀑布的水滴变得模糊。当在较暗的灯光下摄影时，一个较大的光圈（较小的光圈值）可以在相同的快门速度下，使更多的光线进入镜头。

## 设置方法
将单反相机的模式拨盘转到“A”档（佳能相机转到“Av”档）。此时转动相机的主拨盘调节光圈，转动副拨盘调节曝光补偿（EV平移），曝光时间（快门速度）则由相机自动设置。